# Гистондеацетилаза 8
 Гистондеацетилаза 8  (англ. Histone deacetylase 8) — фермент, кодируемый у человека геном  HDAC8 .

## Функция
Гистоны играют важнейшую роль в регуляции транскрипции, прогрессировании клеточного цикла и процессов развития. Ацетилирование/деацетилирование гистонов изменяет хромосомную структуру и влияет на доступ факторов транскрипции к ДНК. Белок, кодируемый этим геном относится к классу I в семействе гистондезацетилазы/acuc/Apha. Он обладает деятельностью гистондеацетилазы и подавляет транскрипцию, когда связан с промотором.
Гистондеацетилаза 8 участвует в морфогенезе черепа и метаболическом контроле над комплексом транскрипции ERR-альфа/PGC1-alpha.

## Клиническое значение
HDAC8 был связан с некоторым числом болезненных состояний, в частности, с острым миелоидным лейкозом, а также связан с актиновым цитоскелетом в клетках гладких мышц. миРНК ориентированные на HDAC8 показали противораковые эффекты. Ингибирование индуцированного апоптоза посредством HDAC8 наблюдается при Т-клеточных лимфомах. Кроме того фермент HDAC8 участвует в патогенезе нейробластомы. Таким образом, существует интерес к разработке селективных ингибиторов на базе HDAC8.

## Взаимодействия
- ERR-alpha[англ.][9].